# Goodenia krauseana
Goodenia krauseana är en tvåhjärtbladig växtart som beskrevs av Carolin. Goodenia krauseana ingår i släktet Goodenia och familjen Goodeniaceae. Inga underarter finns listade i Catalogue of Life.